# چارلز گیلبرت چاداک
چارلز گیلبرت چاداک (انگلیسی: Charles Gilbert Chaddock؛ ‏۱۴ نوامبر ۱۸۶۱ – ۲۰ ژوئیهٔ ۱۹۳۶) عصب‌شناس، روان‌پزشک، مترجم و استاد دانشگاه اهل ایالات متحده آمریکا بود. او به خاطر تشریح رفلکس چاداک شناخته می شود و به سبب برگردان واژه‌های دوجنس‌گرایی، دگرجنس‌گرایی و همجنس‌گرایی از زبان آلمانی به زبان انگلیسی شهرت دارد.
وی تا مدت‌ها دستیار ژوزف بابینسکی بود.